# American Horror Story: Freak Show
American Horror Story: Freak Show ist die vierte Staffel der US-amerikanischen Horror-Fernsehserie American Horror Story, die auf einer Idee von Ryan Murphy und Brad Falchuk basiert. Die Erstausstrahlung fand zwischen dem 8. Oktober 2014 und dem 21. Januar 2015 auf dem TV-Sender FX statt. Die deutschsprachige Erstausstrahlung lief vom 26. November 2014 bis zum 4. März 2015 auf FOX.
Die Handlung der Staffel spielt im Jahr 1952 in Jupiter und erzählt die Geschichte eines Zirkus, welcher von Elsa Mars geführt wird, deren Personal mit besonderen Merkmalen geboren worden ist und nun für sein Überleben kämpft.
Wiederkehrende Darsteller sind Sarah Paulson, Evan Peters, Frances Conroy, Denis O’Hare, Emma Roberts, Angela Bassett, Kathy Bates, Jessica Lange, Naomi Grossman, Grace Gummer, Gabourey Sidibe, Danny Huston, Jamie Brewer und Mare Winningham.

## Handlung
Die vierte Staffel spielt in einer Freakshow in den USA im Jahr 1952. Haupthandlungsort ist die Stadt Jupiter im Bundesstaat Florida. Elsa Mars, die Betreiberin der Show, kämpft mit ihren „Monstern“ gegen das Aussterben ihres Gewerbes. Diese sind Menschen mit körperlichen oder geistigen Behinderungen oder welche mit besonderen und seltenen Merkmalen. Als die siamesischen Zwillinge Bette und Dot Tattler entdeckt werden, wittert sie ihre Chance, der Show mit den Zwillingen als Hauptattraktion wieder zu Erfolg zu verhelfen. Als in der Stadt einige Morde geschehen, sind die Mitglieder der Freakshow die Hauptverdächtigen.
Der Mörder ist ein Clown, der auch einige Kinder entführt hat. Der verwöhnte und geistig kranke Dandy Mott nimmt den Clownsmörder als Vorbild und fängt selber an zu morden. Sein erstes Opfer ist die Haushälterin Dora. Man erfährt in einer Rückblende etwas über die Vergangenheit von Clown „Twisty“. Schließlich wird er vom Seelensammler Edward Mordrake getötet. 
Der Hollywood-Künstler Stanley versucht mit seiner Assistentin Maggie Esmeralda, die Freaks zu töten und deren Leichen zu verkaufen, damit sie in einem Museum aufgestellt werden. Dabei gibt er sich als Gehilfe von Elsa Mars aus und verspricht bei eventuellen Toden, diese zu vergraben. Darüber hinaus erpresst er Dell Toledo, Ethels Ex-Mann, ihm Opfer zu bringen. 
Jimmy, Ethels Sohn, versucht die Freaks und sich selber in das normale Alltagsleben zu integrieren, was ihm nur zum Teil gelingt. Nachdem Dell, für Stanley, in einer Nacht Ma Petite ermordet, beschuldigt Ethel Elsa, diese umgebracht zu haben. Nach einer kurzen Eskalation zwischen den beiden tötet Elsa Ethel und vertuscht dies mithilfe von Stanley. 
Inzwischen sind Dandys Morde in vollem Gange. Nachdem er seine Mutter erschossen hat und fünf weitere Frauen ermordet hat, verliebt er sich in Bette und Dot. Letztere ist von dieser Liebe wenig überzeugt und zeigt sich skeptisch. Jimmy, der inzwischen herausgefunden hatte, dass Dell sein Vater ist, verfällt durch den Tod seiner Mutter dem Alkohol und wird von der Polizei als der Mörder bezeichnet, welcher die Frauen in ihrem Haus ermordet haben soll. Nachdem Salty, Peppers Ehemann, gestorben ist und auch sein Kopf im Museum gelandet ist, verfällt Pepper durch dessen und Ma Petits Tod in Kummer. Elsa beschließt daraufhin, Pepper zu ihrer Schwester zu bringen. Nach Elsa und Peppers Abschied zeigt deren Schwester ihre wahren Absichten und beschuldigt die Mikrozephalie-Kranke Pepper eines Mordes. Diese wird daraufhin nach Briarcliff gebracht. 
Elsa Mars Rücktritt kommt immer näher und die Gruppe der Freaks ist deutlich kleiner geworden. Maggie wechselt inzwischen die Seiten und zeigt Desiree die Ausstellung im Museum. Jimmy, der immer noch in U-Haft sitzt, wird von Stanley besucht. Dieser bringt Jimmy in einen riskanten Handel, wodurch er beide Hände verliert. Nachdem Dell Desiree seinen Mord an Ma Petite gesteht, wird er von Elsa erschossen. Stanley wird von den Freaks verstümmelt.
Elsa verkauft die Freak Show an Dandy, welcher daraufhin die Freaks verspottet. Diese stellen kurz darauf Dandy bloß. Am nächsten Tag kleidet sich Dandy ordnungsgemäß schick und veranstaltet ein Massaker, wo er alle Freaks, bis auf Desiree, ermordet. Jimmy ist inzwischen wieder frei und plant mit Dot, Bett und Desiree eine Intrige. Durch eine List schaffen sie es, Dandy in einer kleinen Kammer zu ertränken. 
Einige Jahre später in Hollywood, hat es Elsa inzwischen geschafft, Bekanntheit zu erlangen. Auf laufender Bühne wird sie vom Geist Mordrake erstochen. Sie wacht in der Freak Show auf, wo alle Freaks noch am Leben sind und gespannt auf Elsas Auftritt warten.
Neben den Horror-Elementen und Konflikten untereinander dreht sich ein großer Teil der Handlung um die Diskriminierung der „Freaks“ durch die Öffentlichkeit und um die Vergangenheit der Hauptfiguren. Freak Show weist im Vergleich zu den vorherigen Staffeln der Serie zusätzlich mit Abstand am wenigsten übernatürliche Handlungselemente auf.

### Musikalische Anachronismen
In mehreren Episoden der vierten Staffel tragen Mitglieder der Freakshow Musiktitel vor, die erst Jahre nach der Zeit der Handlung veröffentlicht wurden. Ryan Murphy erklärte dazu, er wolle mit dieser anachronistischen Musikauswahl passend zum Umfeld der Staffel Musiker vorstellen, die selbst in ungewöhnlicher Weise oder als Außenseiter auftreten.
| Episode | Rolle         | Titel           | Original-Interpret | Erstveröffentlichung |
| ------- | ------------- | --------------- | ------------------ | -------------------- |
| 4.01    | Elsa Mars     | Life on Mars?   | David Bowie        | 1971                 |
| 4.02    | Dot Tattler   | Criminal        | Fiona Apple        | 1997                 |
| 4.03    | Elsa Mars     | Gods & Monsters | Lana Del Rey       | 2014                 |
| 4.07    | Jimmy Darling | Come as You Are | Nirvana            | 1991                 |
| 4.13    | Elsa Mars     | “Heroes”        | David Bowie        | 1977                 |

## Besetzung und Synchronisation

### Hauptdarsteller

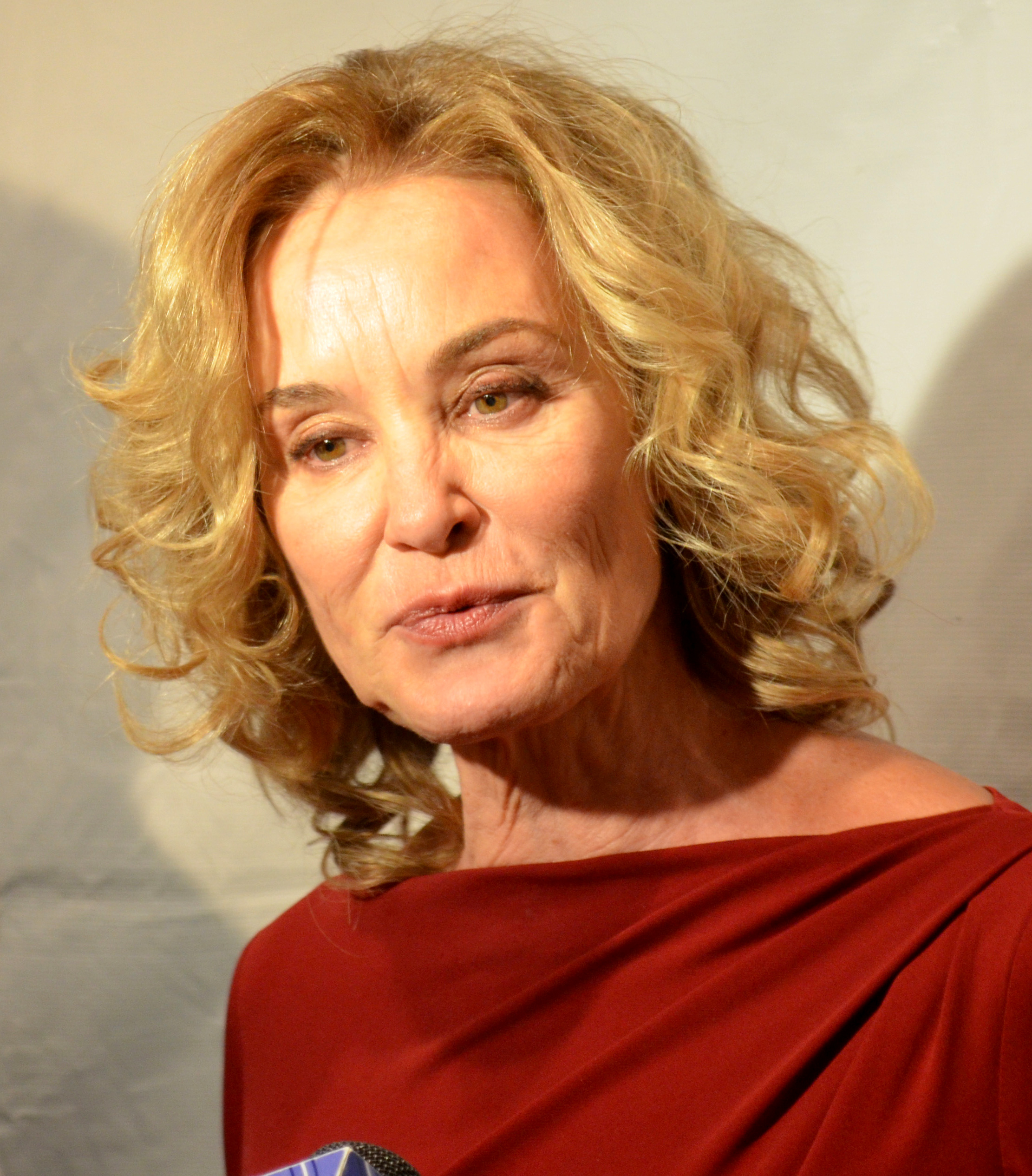
Jessica Lange gab bekannt, die Serie nach der vierten Staffel zu verlassen, kehrte jedoch für die achte Staffel als Special Guest Star zurück.

| Schauspieler    | Rolle                 | Hauptrolle (Episoden) | Synchronsprecher     |
| --------------- | --------------------- | --------------------- | -------------------- |
| Jessica Lange   | Elsa Mars             | 4.01–4.13             | Karin Buchholz       |
| Sarah Paulson   | Bette & Dot Tattler   | 4.01–4.13             | Ulrike Stürzbecher   |
| Frances Conroy  | Gloria Mott           | 4.01–4.09             | Katharina Lopinski   |
| Finn Wittrock   | Dandy Mott            | 4.01–4.13             | Roman Wolko          |
| Evan Peters     | Jimmy Darling         | 4.01–4.13             | Jan Rohrbach         |
| Kathy Bates     | Ethel Darling         | 4.01–4.09, 4.12–4.13  | Regina Lemnitz       |
| Michael Chiklis | Wendell „Dell“ Toledo | 4.02–4.11             | Jörg Hengstler       |
| Angela Bassett  | Desiree Dupree        | 4.02–4.13             | Anke Reitzenstein    |
| Emma Roberts    | Maggie Esmerelda      | 4.03–4.12             | Gabrielle Pietermann |
| Denis O’Hare    | Stanley               | 4.03–4.12             | Udo Schenk           |

### Nebendarsteller
| Schauspieler        | Rolle                          | Nebenrolle (Episoden)      | Synchronsprecher     |
| ------------------- | ------------------------------ | -------------------------- | -------------------- |
| Skyler Samuels      | Bonnie Lipton                  | 4.01–4.04                  | Maria Hönig          |
| Naomi Grossman      | Pepper                         | 4.01–4.10                  | Elke Appelt          |
| John Carroll Lynch  | Twisty the Clown               | 4.01–4.04, 4.13            | Werner Böhnke        |
| Mat Fraser          | Paul „The Illustrated Seal“    | 4.01–4.13                  | Tobias Lelle         |
| Amazon Eve          | Eve                            | 4.01–4.13                  | Katrin Zimmermann    |
| Jyoti Amge          | Mahadevi „Ma Petite“ Patel     | 4.01–4.13                  | Julia Stoepel        |
| Christopher Neiman  | Salty                          | 4.01–4.10                  | Santiago Ziesmer     |
| Grace Gummer        | Penny                          | 4.01, 4.06–4.08, 4.12–4.13 | Julia Kaufmann       |
| Patti LaBelle       | Dora Brown                     | 4.02–4.05                  | Joseline Gassen      |
| Celia Weston        | Lillian Hemmings               | 4.03–4.12                  | Isabella Grothe      |
| Wes Bentley         | Edward Mordrake                | 4.03–4.04, 4.13            | Alexander Doering    |
| Gabourey Sidibe     | Regina Ross                    | 4.05, 4.08–4.09            | Maja Maneiro         |
| Danny Huston        | Massimo Dolcefino              | 4.08, 4.12–4.13            | Klaus-Dieter Klebsch |
| Lily Rabe           | Schwester Mary Eunice          | 4.10                       | Cathlen Gawlich      |
| Neil Patrick Harris | Chester Creb                   | 4.11–4.12                  | Philipp Moog         |
| John Cromwell       | Dr. Arthur Arden / Hans Gruber | 4.12                       |                      |

Anmerkungen (Staffel 4)
1. ↑  Naomi Grossman verkörperte die Rolle der Pepper bereits in der zweiten Staffel.

## Episoden
Die Erstausstrahlung der vierten Staffel (American Horror Story: Freak Show) war vom 8. Oktober 2014 bis zum 21. Januar 2015 auf dem US-amerikanischen Kabelsender FX zu sehen. Die deutschsprachige Erstausstrahlung sendete der deutsche Pay-TV-Sender FOX vom 26. November 2014 bis zum 4. März 2015.
| Nr. (ges.) | Nr. (St.) | Deutscher Titel           | Originaltitel             | Erstausstrahlung USA | Deutschsprachige Erstausstrahlung (D) | Regie               | Drehbuch                   | Zuschauer (USA) |
| ---------- | --------- | ------------------------- | ------------------------- | -------------------- | ------------------------------------- | ------------------- | -------------------------- | --------------- |
| 39         | 1         | Monster in unserer Mitte  | Monsters Among Us         | 8. Okt. 2014         | 26. Nov. 2014                         | Ryan Murphy         | Ryan Murphy & Brad Falchuk | 6,13 Mio.       |
| 40         | 2         | Massaker und Matineen     | Massacres and Matinees    | 15. Okt. 2014        | 3. Dez. 2014                          | Alfonso Gomez-Rejon | Tim Minear                 | 4,53 Mio.       |
| 41         | 3         | Edward Mordrake – Teil 1  | Edward Mordrake (1)       | 22. Okt. 2014        | 10. Dez. 2014                         | Michael Uppendahl   | James Wong                 | 4,44 Mio.       |
| 42         | 4         | Edward Mordrake – Teil 2  | Edward Mordrake (2)       | 29. Okt. 2014        | 17. Dez. 2014                         | Howard Deutch       | Jennifer Salt              | 4,51 Mio.       |
| 43         | 5         | Rosa Cupcakes             | Pink Cupcakes             | 5. Nov. 2014         | 7. Jan. 2015                          | Michael Uppendahl   | Jessica Sharzer            | 4,22 Mio.       |
| 44         | 6         | Volltreffer               | Bullseye                  | 12. Nov. 2014        | 14. Jan. 2015                         | Howard Deutch       | John J. Gray               | 3,65 Mio.       |
| 45         | 7         | Kräftemessen              | Test of Strength          | 19. Nov. 2014        | 21. Jan. 2015                         | Anthony Hemingway   | Crystal Liu                | 3,91 Mio.       |
| 46         | 8         | Blutbad                   | Blood Bath                | 3. Dez. 2014         | 28. Jan. 2015                         | Bradley Buecker     | Ryan Murphy                | 3,30 Mio.       |
| 47         | 9         | Das Tupper-Party-Massaker | Tupperware Party Massacre | 10. Dez. 2014        | 4. Feb. 2015                          | Loni Peristere      | Brad Falchuk               | 3,07 Mio.       |
| 48         | 10        | Waisen                    | Orphans                   | 17. Dez. 2014        | 11. Feb. 2015                         | Bradley Buecker     | James Wong                 | 2,99 Mio.       |
| 49         | 11        | Abrakadabra               | Magical Thinking          | 7. Jan. 2015         | 18. Feb. 2015                         | Michael Goi         | Jennifer Salt              | 3,11 Mio.       |
| 50         | 12        | Der Publikumshit          | Show Stoppers             | 14. Jan. 2015        | 25. Feb. 2015                         | Loni Peristere      | Jessica Sharzer            | 2,94 Mio.       |
| 51         | 13        | Der letzte Vorhang        | Curtain Call              | 21. Jan. 2015        | 4. März 2015                          | Bradley Buecker     | John J. Gray               | 3,27 Mio.       |